# دانیل کمبل
 دانیل کمبل (انگلیسی: Danielle Campbell؛ ‏ تلفظ نام‌خانوادگی: ‎/ˈkæmbəl/‎؛ زادهٔ ۳۰ ژانویهٔ ۱۹۹۵) یک هنرپیشه اهل ایالات متحده آمریکا است که بیشتر برای نقش جسیکا اولسن در فیلم شبکه ی دیزنی به نام جوگیر و داوینا کلیر در سریال اصیل ها شناخته شده است.

## بخشی از فیلمشناسی
از فیلم‌ها یا برنامه‌های تلویزیونی که وی در آن نقش داشته‌است می‌توان به آثار زیر اشاره کرد.
- خانه پوکر
- پرام (فیلم)
- حفاظت از شاهد مدیا
- جوگیر
- فرار از زندان ۵ اپیزود در نقش گریسی هولاندر
- اصیل ها  نقش اصلی در نقش داوینا کلیر
- Tell me a story در نقش كيلا پاول